# ناراکورت، استرالیای جنوبی
ناراکورت (به انگلیسی: Naracoorte) یک شهرک در استرالیا است که در استرالیای جنوبی واقع شده‌است.